# Fáskrúðsfjörður
Fáskrúðsfjörður, vroeger ook bekend onder de naam Búðir, is een vissersdorp aan het gelijknamige fjord in het oostelijk fjordengebied van IJsland. In het dorp wonen in 2013 ongeveer 650 mensen. In het 19de eeuw was het een uitvalsbasis voor Franse zeelui die in het fjordengebied visten. Ze hadden er hun eigen ziekenhuis, kapel en kerkhof. Ook het Franse consulaat is hier enige tijd gevestigd geweest. In het dorpscentrum staat een traditionele open vissersboot gemaakt door Einar Sigurðsson, een timmerman die veel huizen en schepen in Fáskrúðsfjörður heeft gemaakt. Ten oosten van Fáskrúðsfjörður ligt een kerkhof waar 49 Franse en Belgische zeelieden begraven liggen.
Vroeger liep de normale verbindingsweg naar het 60 kilometer verderop gelegen plaatsje Reyðarfjörður via de kust. In 2005 is de Fáskrúðsfjarðargöng opengesteld, een tunnel die de afstand tussen beide plaatsjes tot ca. 15 kilometer terugbrengt.